# Comitatul McPherson, Kansas
Comitatul McPherson (engleză McPherson County) este unul din cele 105 de comitate ale statului american Kansas. A fost denumit după generalul James B. McPherson, general al Armatei Uniunii din timpul Războiului Civil American.

## Demografie
|  | Graficele sunt indisponibile din cauza unor probleme tehnice. Mai multe informații se găsesc la Phabricator și la wiki-ul MediaWiki. |

Date: Wikidata - grafică realizată de Wikipedia